# School's Out (album)
School's Out je páté studiové album americké hard rockové skupiny Alice Cooper, vydané v roce 1972 u Warner Bros. Records.

## Seznam skladeb
| Strana 1 | Strana 1                | Strana 1                                                             | Strana 1 |
| Pořadí   | Název                   | Autor                                                                | Délka    |
| -------- | ----------------------- | -------------------------------------------------------------------- | -------- |
| 1.       | School’s Out            | Alice Cooper, Glen Buxton, Michael Bruce, Dennis Dunaway, Neal Smith | 3:34     |
| 2.       | Luney Tune              | Cooper, Dunaway                                                      | 3:36     |
| 3.       | Gutter Cat vs. the Jets | Buxton, Dunaway, Leonard Bernstein, Stephen Sondheim                 | 4:39     |
| 4.       | Street Fight            | Cooper, Buxton, Bruce, Dunaway, Smith                                | 0:55     |
| 5.       | Blue Turk               | Cooper, Bruce                                                        | 5:29     |

| Strana 2       | Strana 2          | Strana 2                                                                        | Strana 2 |
| Pořadí         | Název             | Autor                                                                           | Délka    |
| -------------- | ----------------- | ------------------------------------------------------------------------------- | -------- |
| 1.             | My Stars          | Cooper, Bob Ezrin                                                               | 5:46     |
| 2.             | Public Animal # 9 | Cooper, Bruce                                                                   | 3:53     |
| 3.             | Alma Mater        | Smith                                                                           | 3:39     |
| 4.             | Grande Finale     | Cooper, Buxton, Bruce, Dunaway, Bob Ezrin, Smith, Mack David, Leonard Bernstein | 4:36     |
| Celková délka: | Celková délka:    | Celková délka:                                                                  | 37:13    |

## Sestava
- Alice Cooper – zpěv
- Glen Buxton – sólová kytara
- Michael Bruce – rytmická kytara, klávesy
- Dennis Dunaway – baskytara
- Neal Smith – bicí
- Bob Ezrin – klávesy
- Dick Wagner – zpěv v „My Stars“
- Rockin’ Reggie Vincent – kytara, doprovodný zpěv